# 121001 Liangshanxichang
121001 Liangshanxichang este o planetă minoră (asteroid) din centura de asteroizi. A fost descoperită pe 22 decembrie 1998 la Xinglong Station⁠(d) de Beijing Schmidt CCD Asteroid Program⁠(d). 
Obiectul prezintă o orbită caracterizată de o semiaxă mare de 2,2735821538795 UAi, o excentricitate de 0,1, o înclinație de 4,1 ° în raport cu ecliptica.